# Església de Santo André de Telões
L'Església de Sant André de Telões és una església romànica que es troba a Telões, al municipi d'Amarante, a Portugal. El 1977 fou classificada com a Immoble d'interés públic i forma part de la Ruta del romànic.(1)